# Zemský okres Mohan-Tauber
Zemský okres Mohan-Tauber (německy Main-Tauber-Kreis) je zemský okres v německé spolkové zemi Bádensko-Württembersko, ve vládním obvodu Stuttgart. Sídlem správy zemského okresu je město Tauberbischofsheim. Má přibližně 132 tisíc obyvatel. 

## Města a obce
| Města: 1. Bad Mergentheim 2. Boxberg 3. Creglingen 4. Freudenberg 5. Grünsfeld 6. Külsheim 7. Lauda-Königshofen 8. Niederstetten 9. Tauberbischofsheim 10. Weikersheim 11. Wertheim | Obce: 1. Ahorn 2. Assamstadt 3. Großrinderfeld 4. Igersheim 5. Königheim 6. Werbach 7. Wittighausen |